# 빈첸초 2세 곤차가

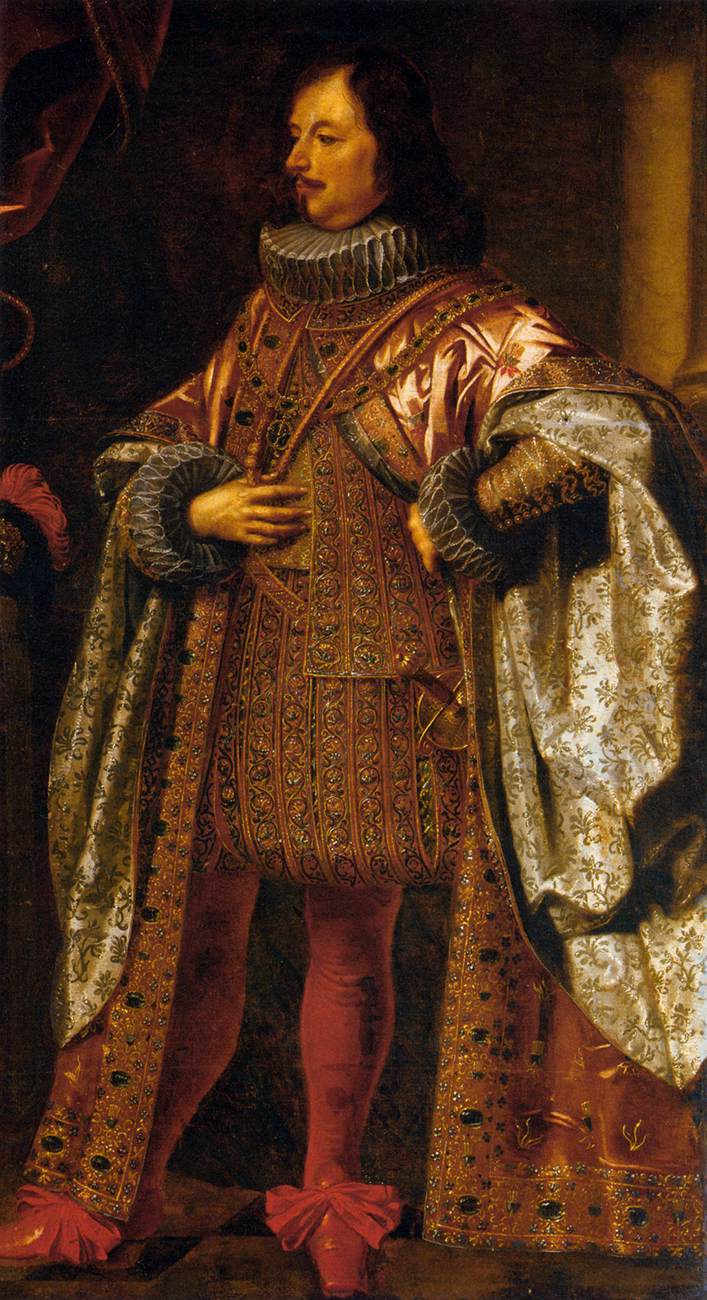
유스투스 수스테르만스가 그린 빈첸초 2세

빈첸초 2세 곤차가 (Vincenzo II Gonzaga, 1594년 2월 8일 – 1627년 12월 25일)는 만토바 공작이자 몬페라토 공작으로 1626년부터 사망할 때까지 재위했다.
빈첸초는 빈첸초 1세와 엘레오노라 데 메디치의 아들이며 형제인 페르디난도가 사망하면서 만토바 공국을 물려받았고 1627년 2월 8일에 공식적으로 황제의 인가를 받았다.
그는 페르디난도가 공작 자리를 물려받으면서 1615년에 추기경직을 받았으나, 붉은색 모자를 받으러 로마로 가지를 못 했는데 다음 해에 친척이었던 노벨라라 백작 알폰소 곤차가의 딸이던 이사벨라 곤차가와 혼인하게 된 것이었고, 교황은 그의 추기경직을 회수했다.
그와 이사벨라 사이에서 자녀는 없었으며, 가문의 유일한 직계 남자였던 그는 새로운 아내를 들이려 했으나, 교황이 이혼을 허가하지 않았다. 그러자 이사벨라는 마녀 혐의를 받았지만, 무죄로 밝혀졌고, 이후애 그녀를 살해하려 한 죄로 세 명이 처형됐다.
빈첸초는 금전 문제를 갖고 있기도 해서 그림과 귀중품 몇 점을 팔아넘기도 했으며, 특히 영국의 찰스 1세에게 매각하였다.
건강이 좋지 않다는 것을 알고 있던, 자녀가 없던 빈첸초는 조카 마리아 (전임 공작 프란체스코 4세의 딸)를 느베르의 샤를의 아들 곤차가느베르의 카를로와의 혼인을 주선하며 그의 영지에 대한 상속 준비를 하였다. 샤를은 그의 아버지의 친척이었다. 빈첸초는 마리아와 카를로가 혼인하는 날 사망했다.

## 가족
빈첸초 2세 곤차가는 아내가 낳은 적자는 없었으나, 아들 네 명을 친자로 인정하였다.
파올라 스카르펠리 사이에서:
- 페데리코 곤차가 (1619년–1630년) - 루체디오 수도원장.
- 티베리오 실비오 곤차가 (1620년 – 1630년 7월 3일) - 몰타 기사단의 기사 및 아르메니아의 집행관

스페인 출신의 루이자 사이에서:
- 루이지 곤차가 (1627년 사망) - 유아기 때 사망
- 조반니 곤차가 (1645년 몰타 사망) - 루체디오 수도원장, 몰타 기사단의 기사

## 수여
- 예수 그리스도 기사단의 단장